# Somvik
Somvik, tidigare Sommevik eller Sommeräng, var en sätesgård i Malexanders socken, Boxholms kommun som bestod av ett hemman.

## Historik
Somvik var en sätesgård i Malexanders socken, Göstrings härad, som var belägen vid nordligaste ändan på Stjärnsandsviken. Gården blev 1682 säteri under Gustaf Grubbe. Ägdes senare av Axel Nisbeth, som sålde säteriet till majoren Gabriel Gyllenståhl, därpå av hans måg, kapten Gustaf Adolf Makeléer (död 1706) och dennes änka Hedvig Margareta Gyllenståhl (död 1737), omgift med kommissarien Anders Wetterström. Tillhörde åtminstone 1750 hennes son, löjtnanten Job. Gabriel Gyllenståhl (död 1776) och därefter hans måg, ryttmästaren vid Gula husarerna Henrik Evert Strokirch. Ägdes 1818 av brukspatron Carl Daniel Burén till Boxholms säteri, 1850 av inspektören Palmqvists arvingar, 1853 och 1871, vilket senare år egendomen var taxerad till 48000 kronor, av änkefru C. Palmqvist. År 1875 såldes gården för 140000 kronor av M. G. Strömbom på Götevi säteri som förmyndare för sin dotter Ulrika samt för löjtnanten C. W. M. von Melens och dennes avlidna hustru Mathilda Palmqvists sex barn Axel, Karl, Hildur, Ebba, Karolina och Anna till Boxholms aktiebolag.
1818 hörde Skurebo 1⁄8 mantal säteri härunder.